# Veduggio con Colzano
Veduggio con Colzano (Vedugg e Colzan in dialetto brianzolo, AFI: [veˈdytʃ][kulˈtsãː])  è un comune italiano di 4 185 abitanti della provincia di Monza e della Brianza in Lombardia.
Si tratta di un'entità amministrativa relativamente recente, essendo stata istituita nel 1865 come aggregazione dei due preesistenti comuni di Veduggio e di Colzano, anche se i due abitati erano sempre stati legati da un'unica parrocchia.
In età napoleonica il comune faceva parte del territorio di Renate e analoga fu la sua sorte anche durante il fascismo.

## Geografia fisica

### Territorio
Veduggio con Colzano è il comune più settentrionale della provincia.
Dal 1983 circa metà del territorio comunale rientra nei confini del Parco della Valle del Lambro, che prosegue anche più a nord verso il Lago di Pusiano e da dove il traffico automobilistico si allontana a causa della profondità del letto.

## Storia

### Simboli
Lo stemma e il gonfalone sono stati concessi con decreto del presidente della Repubblica del 12 giugno 1962.
La composizione dello stemma deriva molto probabilmente dal blasone dell'antica famiglia lombarda dei da Erba, che dal 1684 era stata la titolare del feudo di Mondonico, di cui in quell'epoca Colzano faceva parte.
Il gonfalone è un drappo partito di rosso e di bianco.

## Monumenti e luoghi d'interesse
- Chiesa di San Martino Vescovo

## Società

### Evoluzione demografica
La sola Veduggio contava circa 80 abitanti nel 1751, già saliti a più di 300 vent'anni dopo; quest'ultima cifra raddoppiò nel 1805.
Dopo l'annessione a Renate e il ritorno a comune autonomo, Veduggio si tenne sotto i 600 abitanti (535 nel 1853 e 581 nel 1861, ultimo censimento austro-ungarico).
Abitanti censiti

## Cultura

### Istruzione

#### Biblioteche
La Biblioteca Civica "Cesare Pavese" di Veduggio con Colzano fa parte del Sistema Bibliotecario BrianzaBiblioteche.
La biblioteca si trova in via Piave.

### Arte
A Veduggio visse nella seconda metà dell'XIX secolo il pittore divisionista Giovanni Segantini.

## Economia
Il settore industriale è particolarmente sviluppato e sono presenti sul territorio diverse industrie specializzate nel settore metalmeccanico.

## Infrastrutture e trasporti

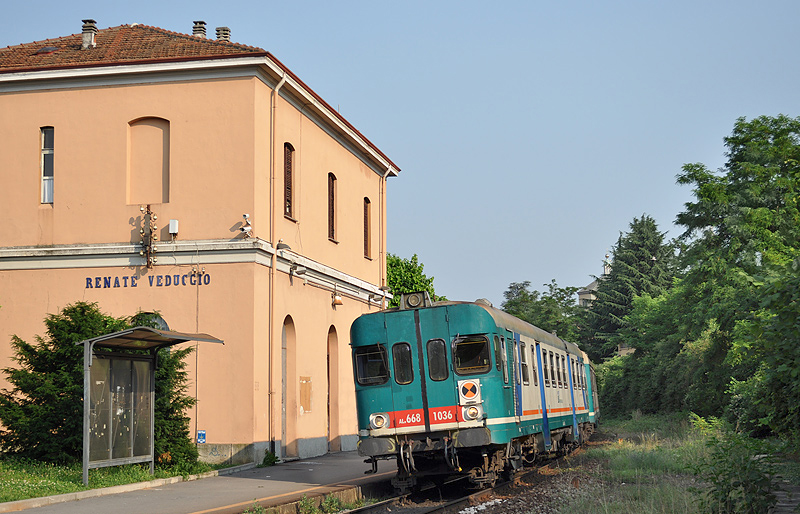
La stazione di Renate-Veduggio

La stazione di Renate-Veduggio, posta sulla ferrovia Monza-Molteno-Lecco, è servita dai treni della linea S7 del servizio ferroviario suburbano di Milano, operati da Trenord nell'ambito del contratto di servizio stipulato con la Regione Lombardia. Fra il 1912 e il 1931 tale impianto risultava inoltre località di diramazione della breve ferrovia Renate-Romanò Fornaci.

## Amministrazione
| Periodo | Periodo   | Primo cittadino            | Partito                            | Carica  | Note |
| ------- | --------- | -------------------------- | ---------------------------------- | ------- | ---- |
| 1985    | 1990      | Giampietro Corbetta        | Democrazia Cristiana               | Sindaco |      |
| 1990    | 1995      | Giampietro Corbetta        | Democrazia Cristiana               | Sindaco |      |
| 1995    | 1999      | Fiorenzo Manocchi          | Partito Democratico della Sinistra | Sindaco |      |
| 1999    | 2004      | Fiorenzo Manocchi          | L'Ulivo                            | Sindaco |      |
| 2004    | 2009      | Gerardo Fumagalli          | Lista civica                       | Sindaco |      |
| 2009    | 2014      | Gerardo Fumagalli          | centro-destra                      | Sindaco |      |
| 2014    | 2019      | Maria Antonia Molteni      | Lista civica Veduggio Domani       | Sindaco |      |
| 2019    | 2024      | Luigi Alessandro Dittonghi | centro-destra Ripartiamo insieme   | Sindaco |      |
| 2024    | in carica | Luigi Alessandro Dittonghi | centro-destra Ripartiamo insieme   | Sindaco |      |